# مستشفى القديس سبيريدون الجامعي
مستشفى القديس سبيريدون الجامعي (بالرومانية:Spitalul Universitar „Sfântul Spiridon”) مستشفى جامعي لجامعة جريجوري ت. بوبا للطب والصيدلة وثانوية صحية، يقع في مدينة ياش، رومانيا. يضم 20 عيادة. تأسس عام 1755. يوجد في المستشفى 1285 سرير ويعالج سنويًا ما يُقارب 38,000 مريض.
‌